# Tabernaemontana granulosa
Tabernaemontana granulosa är en oleanderväxtart som beskrevs av Pitard. Tabernaemontana granulosa ingår i släktet Tabernaemontana och familjen oleanderväxter. Inga underarter finns listade i Catalogue of Life.